# Окулярник сірогрудий
Окулярник сірогрудий (Zosterops everetti) — вид горобцеподібних птахів родини окулярникових (Zosteropidae). Мешкає в Індонезії і на Філіппінах. Вид названий на честь британського колоніального адміністратора і колекціонера Альфреда Еверетта.

## Опис
Довжина птаха становить 11-11,5 см, вага 7,8-12 г. Верхня частина тіла оливково-зелена, горло і гузка жовті, нижня частина тіла світло-сіра. Навколо очей харачктерні білі кільця. Виду не притаманний статевий диморфізм.

## Підвиди
Виділяють шість підвидів:
- Z. e. boholensis McGregor, 1908 — схід центральних Філіппін;
- Z. e. everetti Tweeddale, 1878 — острів Себу;
- Z. e. basilanicus Steere, 1890 — південні Філіппіни;
- Z. e. siquijorensis Bourns & Worcester, 1894 — острів Сікіхор;
- Z. e. mandibularis Stresemann, 1931 — архіпелаг Сулу;
- Z. e. babelo Meyer, AB & Wiglesworth, 1895 — острови Талауд[en] (Індонезія).

## Поширення і екологія
Сірогруді окулярники живуть в рівнинних і гірських тропічних лісах, чагарникових заростях і плантаціях на висоті до 1000 м над рівнем моря.